# Indžannaši
Indžannaši (mongolsky ᠢᠨᠵᠠᠨᠨᠠᠰᠢ Inǰannasi, čínsky v českém přepisu Jin-čan-na-si, pchin-jinem Yinzhannaxi, znaky tradiční 尹湛纳希, chalchskou mongolštinou Ванчинбалын Инжинаш – Vančinbalyn Indžinaš ᠸᠠᠩᠴᠢᠨᠪᠠᠯ ᠤᠨᠢᠨᠵᠢᠨᠤᠰᠢ; 20. května 1837 dnešní Liang-šuej-che/Liangshuihe – 25. února 1892 Sin-min, Ťin-čou) byl mongolský spisovatel, básník a historik, považovaný za zakladatele mongolského románu. Nejznámější je jeho historický román Modrá kronika popisující dobu Čingischána a 13. století. Pro jeho dílo byl typický vliv čínštiny (včetně řady čínských výpůjček).

## Život
Indžannaši se narodil v šlechtické rodině v tehdejším pravém křídle Tümedské korouhve (土默特右翼旗) v ajmagu Džosot, dnešní provincie Liao-ning. Byl sedmý z osmi synů Vančinbala (mongolsky ᠸᠠᠩᠴᠢᠨᠪᠠᠯᠠ Wangqinbala, Ванчинбал, 1795–1847), učeného úředníka, statkáře a majitele dolů. Přestože Indžannaši patřil k mongolské vyšší třídě, která v době dynastie Čching vedla život ve stylu vládnoucí třídy Madžuů a převzala i způsoby chanských Číňanů, setkal se brzy s eskalací sociálních konfliktů. Korouhev, v které spisovatel žil, ležela na hranicích s oblastí obývanou Číňany a čelila silnému čínskému vlivu, půda byla přeměňována na zemědělskou, které se ujímali Číňané a etničtí Mongolové se tak dostali do menšiny.
V jeho díle se pak projevil vnitřní spor mezi obdivem k čínské kultuře a snahou podpořit svébytnou kulturu mongolskou. Indžannaši na rozdíl od svého otce a svých starších bratrů nepřijal žádný státní úřad, ale zcela se věnoval svým literárním ambicím.
Od 70. let se rodina dostala do finančních problémů a v roce 1891 navíc došlo k masakru Mongolů při revoluci, kterou vedlo tajné společenství Ťin-tan-tao (Jindandao). Z těchto důvodů se Indžannaši přestěhoval do Ťin-čou, kde v únoru roku 1892 zemřel.

## Dílo

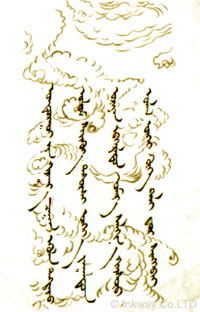
Báseň Bílý mrak, Indžannašiho autograf

Indžannaši vyrůstal v duchu konfucianismu a buddhismu a brzy se začal hlouběji zabývat jazyky a literaturou, přičemž jako literární ideál mu sloužily klasické čínské romány jako Sen v červeném domě. Kromě mongolštiny a čínštiny hovořil také mandžusky, tibetsky a sanskrtem.
Po nedokončeném autobiografickém juvenilním díle Slzy milence převzaly jeho romány Jednopodlažní pavilon a Červený pavilon tichých slz (všechny vydané v roce 1857) silné motivy čínského románu. Zvlášť Jednopodlažní dům obsahuje realistické, sociálněkritické pasáže, patrné v Písni o chudém sedlákovi.
Indžannaši se stal zakladatelem mongolského románu, který se jasně odlišil od žánru mongolských kronik dominujících 17. až 19. století. Zvláštností je, že do svých románů zařadil básně, které vyjadřují pocity a nálady literárních postav. Mají impresionistický charakter, jsou často epigramatické a ukazují autorovo silné lyrické nadání. Napsané v „čínském stylu“, který tři z jeho starších bratrů také používaly ve svých básních, se liší od zbytku mongolské poezie.
Indžannašiho životním dílem se stala Modrá kronika vzestupu dynastie Jüan (zkráceně Modrá kronika nebo Modrá sútra), kterou započal jeho otec (napsal prvních osm kapitol) a na které pracoval od roku 1866 až do své smrti. Z původních 120 kapitol románu však bylo nalezeno pouze 69, které byly poprvé v roce 1929 z rukopisu vydány tiskem. Autor chtěl povzbudit Mongoly v jejich tísni a zoufalství tím, že se obrátil k postavě Čingischána jako k „ideálnímu vládci“ a k „slavnému středověku“ (období dynastie Jüan vládnoucí od 1271 do roku 1368). Postava, kterou vytvořil, však nemá mnoho společného s historickým zakladatelem státu a světového vládce, protože Indžannašiho román má silné dobové historické odkazy. Jeho význam spočívá ve skutečnosti, že jej lze i přes idealizující a romantické prvky označit za dílo kritického realismu .
Dnes má jeho práce vysoké uznání v Čínské lidové republice i ve státě Mongolsko a spolu s Ravdžou je považován za klasika mongolské literatury v Číně a Mongolsku.